# I Origins
I Origins (en español Orígenes) es una película estadounidense de ciencia ficción y drama de 2014 escrita, dirigida y producida por Mike Cahill. La producción independiente se estrenó en el Festival de Cine de Sundance el 18 de enero de 2014. Fue distribuida por Fox Searchlight Pictures y recibió el Premio a la Mejor Película del Festival de Cine Fantástico de Sitges el 11 de octubre de 2014.

## Argumento
Un doctor llamado Ian Gray (Michael Pitt) está investigando la evolución de los ojos humanos con Karen (Brit Marling), su asistente de laboratorio de primer año, y Kenny (Steven Yeun). Tiene una particular hostilidad hacia la superstición, la religión y el "diseño inteligente", que espera desacreditar al completar los pasos de la evolución del ojo. En una fiesta de Halloween, tiene un encuentro con Sofi, que lleva una máscara negra, donde solo se ven sus ojos multicolor. Fascinado, fotografía sus ojos y luego en la fiesta los dos van al baño y tienen relaciones sexuales. Sin embargo, ella se va abruptamente sin decir adiós.
Ian no puede dejar de pensar en ella. Un día, unas misteriosas circunstancias alrededor del número once parecen llevarlo a un enorme cartel que muestra lo que él reconoce como los ojos de Sofi. Finalmente la ve en un tren y se acerca a ella. Comienzan una relación, aunque su racionalismo a menudo choca con su espiritualidad. Un día espontáneamente acuerdan casarse. Se les dice que necesitan esperar 24 horas para poder hacerlo, y cuando salen decepcionados de la oficina de registro, Ian recibe una llamada de Karen desde el laboratorio. Ha habido un gran avance en su investigación. Ella ha encontrado un gusano ciego (Eisenia fetida) con el ADN necesario para desarrollar un ojo, justo lo que estaban buscando. Ian lleva a Sofi (Àstrid Bergès-Frisbey) al laboratorio con él, aunque ella no está muy contenta de que Ian haga esto en su "día de boda". Él intenta calmarla intercambiando sus anillos de boda, a lo que ella se muestra reacia ya que posiblemente les traiga mala suerte. Él afirma que no cree en eso, luego coloca su anillo en su dedo de todos modos, mientras susurra que la ha amado para siempre.
Ya en el laboratorio, Sofi se molesta por la investigación que están haciendo. Después de una breve discusión, Sofi besa a Ian pero tira una botella de formaldehído, salpicando accidentalmente los ojos de Ian. Karen lo ayuda a ir a la estación de lavado de ojos y se los venda. Sofi lo lleva a casa. El ascensor en el que sube la pareja en el edificio de apartamentos de Sofi se detiene entre pisos. Ian desea levantar a Sofi pero ella se niega. Frustrado por sus miedos infantiles, se arranca las vendas e intenta trepar por sí mismo. Mientras levanta a Sofi, el elevador comienza a moverse de nuevo. Con ojos borrosos, Ian pensó que la había sacado a tiempo, pero era demasiado tarde. La mitad inferior de Sofi se cortó y ella muere instantáneamente en sus brazos. Ian entra en una profunda depresión. Karen se dedica a consolarlo, al mismo tiempo que sigue con la investigación.
La película avanza siete años. Ian ha escrito un libro sobre la evolución del ojo que, según él, echa por tierra el creacionismo. Ian y Karen ahora están casados y ella está embarazada. Cuando nace su bebé, el hospital realiza una exploración del iris de los ojos del bebé, Tobias. Los resultados se ingresan en la base de datos y el programa identifica al bebé como un tal Paul Edgar Dairy. La enfermera vuelve a ingresar los resultados, pensando que es un error, y el problema desaparece.
Unos meses más tarde, una doctora de apellido Simmons (Cara Seymour) los llama, alegando que una prueba de la orina del bebé puede indicar un riesgo elevado de autismo y les recomienda hacer una prueba adicional. Pero Ian y Karen comienzan a desconfiar durante esta prueba poco convencional y deciden investigar a la doctora Simmons. Encuentran que ella es, de hecho, una de las pocas personas con acceso completo a la base de datos de escaneo del iris. Ian recuerda algunas imágenes de la prueba, esto lo lleva a Idaho, donde tropieza con la familia de Paul Edgar Dairy, quien aparentemente murió justo antes de que Tobias fuera concebido.
El antiguo compañero de Ian, Kenny, es el creador de la base de datos del iris. Él ayuda a Ian y Karen a revisar fotos de familiares fallecidos, además de los ojos de otras personas a través de la base de datos para ver si hay otras coincidencias recientes. Tienen éxito con Sofi, cuyo escaneo del iris coincide con uno hecho en la India solo tres meses antes, años después de la muerte de Sofi.
Ian va a la India para encontrar al sujeto de este escaneo. Allí encuentra a Priya (Archie Panjabi), la jefa del centro comunitario donde se realizó la exploración del iris. Priya reconoce los ojos de Sofi como los de una niña que conoce, llamada Salomina, y acepta ayudar. Ian y Priya comienzan a buscar a Salomina, que es huérfana y parece haber desaparecido entre la multitud de la ciudad. Ian coloca un cartel que muestra los ojos de Sofi y ofrece una recompensa en efectivo para quien la encuentre. Recibe muchas llamadas, pero ninguna es creíble. Semanas más tarde se encuentra con una niña pequeña mirando fijamente el cartel. Es Salomina. Él la lleva de regreso a su hotel y contacta a Karen por Skype. Los dos realizan una prueba simple diseñada para revelar si Salomina podría estar relacionada de algún modo con Sofi. Al principio, Salomina es increíblemente precisa, pero al final sus resultados están dentro del rango probable de azar. Karen le pregunta a Ian cómo se siente al respecto y este dice que se siente bastante tonto. Desanimado, Ian sale de la habitación del hotel con Salomina para llevársela a Priya, pero cuando llegan al ascensor, en el momento en que las puertas se abren, Salomina entra en pánico y se arroja en sus brazos, demasiado asustada para entrar. Mirándose a los ojos con cierto reconocimiento, luego se aferran el uno al otro, con lágrimas cayendo por las caras de ambos. Él la levanta y la lleva escaleras abajo, con Salomina apretada alrededor de su cuello, hasta que salen del oscuro interior y salen a la luz.
Una escena poscréditos muestra a la Dra. Simmons escaneando los iris de famosas figuras fallecidas, aparentemente encontrando muchos parecidos.

## Reparto
- Michael Pitt como Ian Gray.
- Brit Marling como Karen.
- Àstrid Bergès-Frisbey como Sofi.
- Steven Yeun como Kenny.
- Archie Panjabi como Priya Varma.
- William Mapother como Darryl.
- Cara Seymour como Dr. Jane Simmons
- Kashish como Salomina.

## Producción
Se trata del segundo largometraje del escritor y director Mike Cahill tras su anterior película independiente de ciencia ficción-drama Another Earth (2011), también con Brit Marling.
Fue producida por Verisimilitude y WeWork Studios en asociación con Bersin Pictures y Penny Jane Films.

## Estreno
I Origins se estrenó en el Festival de Cine de Sundance el 18 de enero de 2014. Tras su estreno, Fox Searchlight Pictures compró los derechos de distribución mundial de la película. La película ganó el Alfred P. Sloan Prize del festival, que reconoce a las películas que representan a la ciencia y la tecnología. Fue el segundo galardón de Cahill; su película Another Earth también ganó el premio en 2011. I Origins fue estrenada también en el BAMcinemaFest de Brooklyn y en el Nantucket Film Festival, ambas a finales de junio de 2014.
I Origins comenzó su estreno limitado el 18 de julio de 2014 en sólo cuatro salas. A la semana siguiente, se amplió a 76.

## Recepción
I Origins recibió críticas mixtas. Rotten Tomatoes dio a la película una calificación del 53%, basada en 97 opiniones. El consenso general en la web estableció: "El escritor y director Mike Cahill sigue siendo un talento intrigantemente ambicioso, pero con el desigual drama de ciencia ficción I Origins, su aspiración excede su alcance".
En Metacritic, la película tuvo una puntuación de 57 sobre 100, sobre la base de 36 críticas, lo que indica "críticas mixtas o promedio".